# Bành Châu (nhà biên kịch)
Bành Châu (30 tháng 9 năm 1930 – 19 tháng 12 năm 2004) là một nhà biên kịch điện ảnh Việt Nam, tác giả của nhiều bộ phim đạt được các giải thưởng trong và ngoài nước như Lũy thép Vĩnh Linh, Đường về quê mẹ, Hoa thiên lý, Đêm bến tre. Ngoài ra, ông còn là một tiến sĩ nghệ thuật học và được nhà nước Việt Nam phong tặng học hàm Phó Giáo sư.

## Cuộc đời
Bành Châu tên đầy đủ là Bành Hữu Châu, sinh ngày 30 tháng 9 năm 1930 tại thị xã Phủ Lạng Thương (nay là thành phố Bắc Giang), về sau chuyển đến sống tại thị trấn Bố Hạ, huyện Yên Thế. Anh trai ông, Bành Bảo, cũng là một nhà biên kịch tài năng và nổi tiếng của nền điện ảnh Việt Nam. Cũng như nhiều thanh niên cùng thời, ông tham gia chiến tranh khá sớm. Bành Châu từng làm thợ in đá cho một tờ báo của Tỉnh đoàn Thanh niên rồi chuyển sang cơ quan tuyên truyền của tỉnh Bắc Giang. Trong giai đoạn này, ông đã bắt đầu làm thơ, ca dao và viết truyện ngắn.
Năm 1950, ông trở thành học viên của Trường Văn nghệ Nhân dân Trung ương tại chiến khu Việt Bắc. Học được một thời gian thì ông bắt đầu công tác tuyên truyền tại Tây Bắc, tham gia xây dựng và trở thành thư ký toàn soạn báo Lai Châu kháng chiến. Năm 1954, sau khi chiến dịch Điện Biên Phủ kết thúc, trung tâm chính quyền miền Bắc Việt Nam một lần nữa chuyển về Hà Nội. Bành Châu cũng theo đó mà được chuyển công tác về Xưởng phim truyện Việt Nam. Từ đây, ông bắt đầu viết kịch bản và lời bình cho các phim thời sự, tài liệu. Năm 1960, ông được cử sang Liên Xô học khóa biên kịch điện ảnh tại Trường Điện ảnh Quốc gia Liên Xô (VGIK).
Ngày 19 tháng 12 năm 2004, Bành Châu qua đời, thọ 75 tuổi.

## Sự nghiệp

### Phim tài liệu
Theo quy định của nhà nước Việt Nam trong thời kỳ này, các du học sinh thuộc các ngành văn hóa nghệ thuật cần về nước để chỉnh huấn và học tập chính trị vào mỗi dịp nghỉ hè hằng năm. Cuốn kịch bản Hồng thập tự Việt Nam của Bành Châu đã ra đời trong một lần nghỉ hè này. Bộ phim ca ngợi tinh thần nhân đạo của dân tộc Việt Nam được đạo diễn bởi Nguyễn Ngọc Quỳnh và nhận được bằng khen danh dự tại Liên hoan phim quốc tế về Hồng thập tự tại Cannes. Sau khi tốt nghiệp chính quy tại Liên Xô, Bành Châu trở về nước. Dù tốt nghiệp chuyên ngành biên kịch phim truyện, Bành Châu lại được cử sang làm việc tại Xưởng phim thời sự, tài liệu.
Ngày 15 tháng 10 năm 1964, nhà yêu nước trẻ tuổi Nguyễn Văn Trỗi bị chính quyền Việt Nam Cộng hòa xử bắn. Đây là một trong những hình tượng tiêu biểu về người chiến sĩ cách mạng Việt Nam thời bấy giờ, đã gây xúc động cho rất nhiều người. Bộ phim tài liệu Anh Nguyễn Văn Trỗi sống mãi của đạo diễn Bùi Đình Hạc đã bắt đầu khởi quay trong bối cảnh đó. Bành Châu được phân công viết kịch bản và lời bình cho bộ phim tài liệu này. Về sau, bộ phim đã giành được giải bạc tại Liên hoan phim quốc tế Moskva năm 1965, và Bông sen vàng tại Liên hoan phim Việt Nam lần thứ 1 năm 1970.
Tiếp nối sự thành công của Anh Nguyễn Văn Trỗi sống mãi, Bành Châu bắt tay vào viết kịch bản và lời bình cho Tuổi hai mươi vào năm 1965 để kỷ niệm 20 năm thành lập nước Việt Nam Dân chủ Cộng hòa. Bộ phim đánh dấu lần thứ 2 ông hợp tác với đạo diễn Nguyễn Ngọc Quỳnh. Sau một thời gian đi thực tế tại Vĩnh Linh, ông liên tiếp cho ra đời 2 kịch bản Một ngày trực chiến và Lũy thép Vĩnh Linh về sự khốc liệt của chiến tranh ở vùng đất này. Trong đó, đạo diễn của Lũy thép Vĩnh Linh chính là Nguyễn Ngọc Quỳnh. Cả 2 bộ phim đều nhận được Bông sen vàng cho phim tài liệu xuất sắc. Năm 1973 và 1975, ông tiếp tục viết kịch bản và lời bình cho 2 bộ phim Vĩnh biệt, khách không mời và Bước đường thắng lợi, đều do Nguyễn Ngọc Quỳnh đạo diễn.

### Phim truyện
Sau nhiều thành tích với phim tài liệu, Bành Châu bắt đầu viết kịch bản phim truyện. Năm 1970, ông một lần nữa hợp tác với đạo diễn Bùi Đình Hạc trong bộ phim Đường về quê mẹ. Kịch bản bộ phim này do Bành Châu và Bùi Đình Hạc cùng nhau biên soạn. Đây là một trong những bộ phim được đánh giá cao của Bùi Đình Hạc, đã công chiếu và giành được nhiều giải thưởng ở nhiều liên hoan phim trong và ngoài nước. Năm 1973, ông tiếp tục hợp tác với Bùi Đình Hạc thực hiện bộ phim Hoa thiên lý. Mặc dù không giành được giải thưởng nhưng đây là phim Việt Nam có lượng người xem cao nhất năm 1973. Ông có tất cả 4 kịch bản được in thành sách và xuất bản bao gồm Đường về quê mẹ, Hoa thiên lý, Nắng mới và Câu chuyện làng dừa. Tất cả đều được in bởi Nhà xuất bản Văn hóa. Năm 1984, ông thành công bảo vệ luận án tiến sĩ ngành Nghệ thuật học tại VGIK với đề tài "Hình tượng người chiến sĩ trong cuộc chiến tranh giải phóng dân tộc trong điện ảnh Việt Nam".
Năm 1987, ông tiếp tục viết kịch bản cho bộ phim Thằng Bờm. Đây là lần đầu tiên nhân vật Thằng Bờm, mở ra dòng phim điện ảnh cười của Xí nghiệp Phim truyện Việt Nam. Bành Châu đã xây dựng kịch bản cho bộ phim bằng cách bổ sung thêm nhiều câu chuyện dân gian.

## Tác phẩm
| Năm  | Phim                         | Đạo diễn                  | Thể loại      | Vai trò   | Vai trò       | Vai trò  | Ghi chú | Nguồn                |
| Năm  | Phim                         | Đạo diễn                  | Thể loại      | Biên kịch | Viết lời bình | Biên tập | Ghi chú | Nguồn                |
| ---- | ---------------------------- | ------------------------- | ------------- | --------- | ------------- | -------- | ------- | -------------------- |
| 1963 | Hồng thập tự Việt Nam        | Nguyễn Ngọc Quỳnh         | Phim tài liệu | Có        | Có            |          |         |                      |
| 1964 | Anh Nguyễn Văn Trỗi sống mãi | Bùi Đình Hạc              | Phim tài liệu | Có        | Có            |          |         | [ 21 ]               |
| 1965 | Tuổi hai mươi                | Nguyễn Ngọc Quỳnh         | Phim tài liệu | Có        | Có            |          |         |                      |
| 1967 | Đầu sóng ngọn gió            | Nguyễn Ngọc Quỳnh         | Phim tài liệu | Không     | Có            |          |         | [ 22 ]               |
| 1968 | Một ngày trực chiến          | Nhất Hiên, Phan Trọng Quỳ | Phim tài liệu | Có        | Có            |          |         | [ 23 ]               |
| 1970 | Lũy thép Vĩnh Linh           | Nguyễn Ngọc Quỳnh         | Phim tài liệu | Có        | Có            |          |         | [ 24 ]               |
| 1971 | Làng nhỏ bên sông Trà        | Nghiêm Phú Mỹ             | Phim tài liệu | Không     | Có            |          |         | [ 25 ] [ 26 ]        |
| 1971 | Đường về quê mẹ              | Bùi Đình Hạc              | Phim truyện   | Có        | Không         |          |         | [ 27 ] [ 28 ]        |
| 1973 | Hoa thiên lý                 | Bùi Đình Hạc              | Phim truyện   | Có        | Không         |          |         | [ 18 ] [ 28 ]        |
| 1973 | Tiếng trống trường           | Thanh Huyền, Lâm Mộc Khôn | Phim tài liệu | Có        | Có            |          |         | [ 29 ]               |
| 1973 | Vĩnh biệt, khách không mời   | Nguyễn Ngọc Quỳnh         | Phim tài liệu | Có        | Có            |          |         | [ 13 ]               |
| 1975 | Bước đường thắng lợi         | Nguyễn Ngọc Quỳnh         | Phim tài liệu | Có        | Có            |          |         | [ 12 ]               |
| 1977 | Câu chuyện làng dừa          | Bạch Diệp                 | Phim truyện   | Có        | Không         |          | [ a ]   | [ 31 ] [ 32 ]        |
| 1980 | Chuyện đời không đơn giản    | Vũ Phạm Từ                | Phim truyện   | Không     | Không         | Có       |         |                      |
| 1981 | Hy vọng cuối cùng            | Trần Phương               | Phim truyện   | Không     | Không         | Có       |         |                      |
| 1982 | Ai giận ai thương?           | Bạch Diệp                 | Phim truyện   | Có        | Không         |          |         | [ 33 ] [ 34 ] [ 35 ] |
| 1985 | Chi Lăng                     | Nông Ích Đạt              | Phim tài liệu | Có        | Có            |          |         | [ 36 ]               |
| 1987 | Thằng Bờm                    | Lê Đức Tiến               | Phim truyện   | Có        | Không         |          |         | [ 37 ] [ 38 ] [ 39 ] |
| 1990 | Thằng Cuội                   | Đỗ Minh Tuấn              | Phim truyện   | Có        | Không         |          |         | [ 40 ] [ 41 ]        |

## Thành tựu

### Huân chương
- Huân chương Kháng chiến chống Pháp hạng Ba.
- Huân chương Kháng chiến chống Mỹ hạng Nhất
- Huân chương Lao động hạng Nhì.

### Danh sách giải thưởng
| Năm  | Lễ trao giải                            | Hạng mục                                             | Tác phẩm                     | Kết quả         | Nguồn         |
| ---- | --------------------------------------- | ---------------------------------------------------- | ---------------------------- | --------------- | ------------- |
| 1963 | Liên hoan phim Cannes                   |                                                      | Hồng thập tự Việt Nam        | Bằng khen       | [ 1 ]         |
| 1965 | Liên hoan phim quốc tế Moskva lần thứ 4 | Phim tài liệu                                        | Anh Nguyễn Văn Trỗi sống mãi | Huy chương bạc  | [ 1 ] [ 42 ]  |
| 1967 | Liên hoan phim quốc tế Moskva lần thứ 5 | Phim tài liệu                                        | Đầu sóng ngọn gió            | Huy chương vàng | [ 43 ]        |
| 1970 | Liên hoan phim Việt Nam lần thứ 1       | Phim tài liệu                                        | Anh Nguyễn Văn Trỗi sống mãi | Bông sen vàng   | [ 44 ]        |
| 1970 | Liên hoan phim Việt Nam lần thứ 1       | Phim tài liệu                                        | Đầu sóng ngọn gió            | Bông sen vàng   | [ 43 ]        |
| 1970 | Liên hoan phim Việt Nam lần thứ 1       | Phim tài liệu                                        | Một ngày trực chiến          | Bông sen vàng   | [ 10 ]        |
| 1971 | Liên hoan phim quốc tế Leipzig          | Phim tài liệu                                        | Làng nhỏ ven sông trà        | Bồ câu vàng     | [ 45 ]        |
| 1971 | Liên hoan phim quốc tế Moskva lần thứ 7 | Phim tài liệu                                        | Lũy thép Vĩnh Linh           | Huy chương vàng | [ 46 ] [ 11 ] |
| 1972 | Liên hoan phim quốc tế Karlovy Vary     | Giải thưởng Ban giám khảo (khu vực Á–Phi, Mỹ Latinh) | Đường về quê mẹ              | Giải Nhất       | [ 27 ] [ 47 ] |
| 1973 | Giải thưởng Hội Điện ảnh Việt Nam       | Tác giả kịch bản văn học                             | Đường về quê mẹ              | Đoạt giải       |               |
| 1973 | Liên hoan phim quốc tế New Delhi        | Phim hay nhất                                        | Đường về quê mẹ              | Đoạt giải       | [ 1 ] [ 28 ]  |
| 1973 | Liên hoan phim Việt Nam lần thứ 2       | Phim truyện điện ảnh                                 | Đường về quê mẹ              | Bông sen vàng   | [ 27 ]        |
| 1973 | Liên hoan phim Việt Nam lần thứ 2       | Biên kịch xuất sắc                                   | Đường về quê mẹ              | Đoạt giải       | [ 16 ] [ 48 ] |
| 1973 | Liên hoan phim Việt Nam lần thứ 2       | Phim tài liệu                                        | Lũy thép Vĩnh Linh           | Bông sen vàng   | [ 49 ]        |
| 1973 | Liên hoan phim Việt Nam lần thứ 2       | Phim tài liệu                                        | Làng nhỏ ven sông trà        | Bông sen vàng   |               |
| 1973 | Liên hoan phim quốc tế Leipzig          | Phim tài liệu                                        | Tiếng trống trường           | Bồ câu vàng     | [ 45 ]        |
| 1975 | Liên hoan phim Việt Nam lần thứ 3       | Phim tài liệu                                        | Tiếng trống trường           | Bằng khen       | [ 50 ]        |
| 1988 | Liên hoan phim Việt Nam lần thứ 8       | Phim truyện điện ảnh                                 | Thằng Bờm                    | Giải đặc biệt   | [ 51 ]        |